# ناحیه اوقروت
ناحیه أوقروت (به عربی: دائرة أوقروت) یک ناحیه در الجزایر است که در استان ادرار واقع شده‌است.

## خصوصیات
ناحیه أوقروت ۲۸٬۸۶۹ نفر جمعیت دارد و ۲۸۱ متر بالاتر از سطح دریا واقع شده‌است.

## کومونه‌ها
این ناحیه به ۳ کومونه تقسیم می‌شود:
- أوقروت
- دلدول
- مطارفة